# Jānis Ķipurs
Jānis Ķipurs (* 3. März 1958 in Kurmenē, Aizkraukles rajons) ist ein ehemaliger lettischer Bobfahrer, der für die Sowjetunion startete.
Bei den Olympischen Winterspielen 1988 in Calgary gewann er zusammen mit seinem Bremser Wladimir Koslow die Goldmedaille im Zweierbob. Im großen Schlitten holte er mit seiner Mannschaft die Bronzemedaille. Ķipurs profitierte von den Anstrengungen der Sowjetunion in den 1980er Jahren. So wurde in seiner lettischen Heimat in Sigulda eine Kunsteisbahn gebaut. Außerdem gehörten die sowjetischen Bobs, die sogenannten „Russischen Zigarren“, zu den führenden Konstruktionen.